# Lilly Flohr
Elisabeth „Lilly“ Flohr, in Australien als Lily Flohr (* 15. Oktober 1893 in Wien, Österreich-Ungarn; † 7. Juli 1978 in North Ryde bei Sydney, Australien), war eine österreichische Sängerin, Theaterschauspielerin und Stummfilmschauspielerin im deutschen Kino der 1920er Jahre.

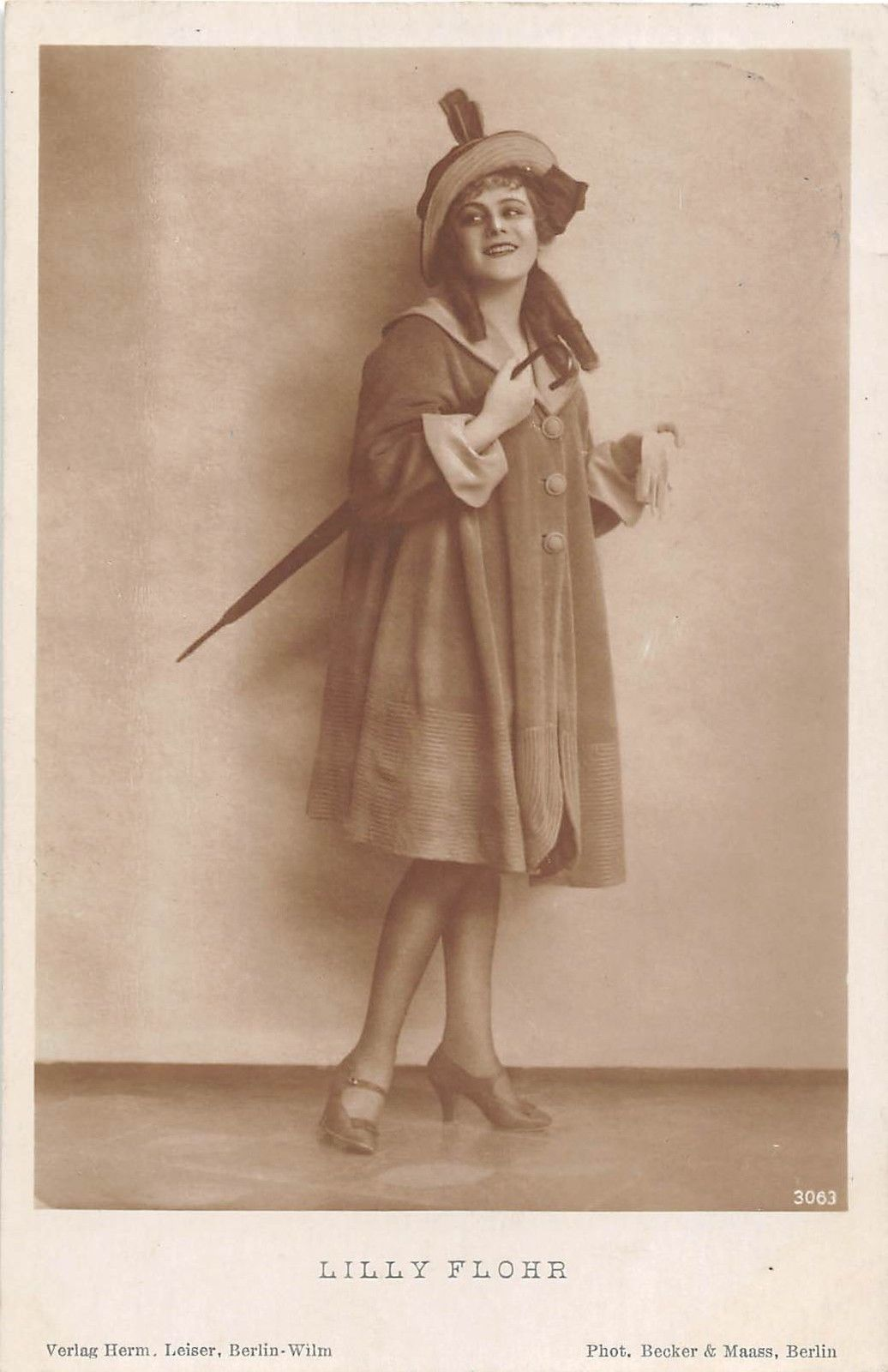
Flohr, etwa 1918.

## Leben und Wirken
Lilly Flohr war die Tochter des Kunstmalers Anton Moritz Josef Flohr und seiner Ehefrau Minna „Maria“, geborene Stein. Als Kind im Alter von acht Jahren gab sie ihr Bühnendebüt an Wiens Raimund-Theater. Mit 14 war sie bereits zur Soubrette aufgestiegen. Wenig später brach die noch jugendliche Künstlerin in die deutsche Reichshauptstadt auf, wo man sie gleichfalls als Soubrette verpflichtete. 1912 heiratete sie in Frankfurt am Main den Kaufmann Sigmund Günzburger (* 1882); die Ehe wurde 1919 wieder geschieden.
In der Spielzeit 1915/16 wirkte sie an Montis Operettentheater, von 1917 bis 1919 gehörte Flohr dem Ensemble des Berliner Theaters an. Hier landete die Wienerin am 21. Februar 1917 mit der Titelrolle in der Uraufführung von Walter Kollos Operette Die tolle Komteß ihren ersten großen Gesangs- und Bühnenerfolg. Knapp ein Jahr darauf, am 9. Februar 1918, wurde sie auch für die Weltpremiere von Kollos Operette Blitzblaues Blut geholt. Am 8. Oktober 1920 wiederum gehörte Lilly Flohr auch der Besetzung der erstmals aufgeführten Kabarettrevue Total manoli des Nelson-Theaters von Rudolf Nelson an. Die Kabarettisten Fritz Grünbaum und Paul Morgan, die auch die Texte beisteuerten, sowie die Tänzerin und Filmschauspielerin Anita Berber waren ihre Partner.
Seit sie bei Kriegsende 1918 von Walter Schmidthässler erstmals vor die Kamera geholt wurde, war Lilly Flohr mit großen Neben- und einigen Hauptrollen für ein Jahrzehnt eine gefragte Stummfilmschauspielerin. Gleich zu Beginn ihrer Leinwandkarriere wurde sie mit Töchterrollen in einigen Filmen bedacht, die zwar nicht unbedingt künstlerisch bedeutend waren, jedoch zu ihrer Zeit für einige Furore sorgten, darunter das Sittendrama Das Mädchen aus der Ackerstraße. 1. Teil von und mit Reinhold Schünzel und der Fridericus-Rex-Vierteiler von Arzen von Cserépy. Bereits 1925 war Flohrs Filmkarriere weitgehend beendet; drei Jahre später erhielt sie in Carl Boeses Kinder der Straße ihre letzte Kinorolle.
Trotz ihrer intensiven Filmarbeit, vor allem in den Jahren 1918 bis 1922, vernachlässigte Lilly Flohr ihre Bühnentätigkeit nicht, weder als Sängerin noch als Schauspielerin. Sie spielte am Neuen Operettenhaus in der Operette Yu-Shi tanzt…! und trat an der ‚Kleinkunstbühne Potpurri’ im Künstlerhaus. am Deutschen Theater, am Residenz-Theater, am Theater des Westens, dem Metropol-Theater und dem Neuen Theater am Zoo auf. Auch blieb sie dem Kabarett weiterhin treu und war in der Scala ebenso wie im Wintergarten und im Kabarett der Komiker zu sehen. Gastspielreisen führten Flohr ins In- und Ausland. Klassische Theaterrollen waren August Strindbergs Fräulein Julie und die Polly Peachum in Bertolt Brechts und Kurt Weills Dreigroschenoper. Die Machtübernahme durch die Nationalsozialisten 1933 beendete schlagartig die Theatertätigkeit der jüdischen Künstlerin. Lilly Flohr wurde mit einem Auftrittsverbot belegt und musste im Februar 1934 zum Jüdischen Kulturbund ausweichen, einer ausschließlich für Juden reservierten künstlerischen Einrichtung. Dort sah man sie unter anderem im Kabarettprogramm Tingel-Tangel. Nach ihrem Auftritt beim Jüdischen Kulturbund in Köln, wo sie im Juli 1938 das Publikum mit Chansons und Couplets unterhielt, endete auch ihre Zeit im deutschen Kulturbetrieb.
Kurz vor Kriegsausbruch 1939 gelang Lilly Flohr die Ausreise nach Schanghai, zu diesem Zeitpunkt einer der letzten verbliebenen Fluchtwege für Juden aus Nazi-Deutschland. In der chinesischen Metropole setzte sie, nunmehr vor einem kleinen Publikum aus deutschen und österreichischen Emigranten, ihre künstlerische Laufbahn mit Kabarettnummern, Chansonvorträgen und kleinen schauspielerischen Darbietungen fort: Im Dezember 1943 trat sie in Leo Falls Operette Die geschiedene Frau auf, im Februar 1946 als Nina in Bruno Franks gleichnamiger Komödie. Im Mai 1946 wirkte sie in Johann Nestroys Posse Der Zerrissene und erneut als Polly in der Dreigroschenoper mit. Im September 1946 trat Lilly Flohr im Bernauer/Österreicher-Lustspiel Der Garten Eden auf. 
Infolge der kommunistischen Machtübernahme reiste sie 1949 nach Melbourne in Australien weiter, wo sie sich in New South Wales (Wentworth, Warringah) niederließ. Während ihres Aufenthalts in Shanghai hatte sie wahrscheinlich nochmals geheiratet. Die australische Zeitung The Sun meldet zu ihrer Ankunft am 10. Juni 1949, dass die portugiesische Schauspielerin E. Lily Flohr Da Costa China nach zehn Jahren wegen Schließung der Theater verlassen musste. Unter diesem Namen wurde sie 1954 auch offiziell eingebürgert.
Ihre letzten Lebensjahre verbrachte sie als Hausfrau Lily Flohr, in ihren angestammten Beruf kehrte sie wohl nicht mehr zurück. Lilly Flohr starb 1978 84-jährig in einem Vorort von Sydney.

## Filmografie
- 1918: Die Erbin
- 1918: Ein Lied von Haß und Liebe
- 1919: König Krause
- 1919: Der Mann ohne Gedächtnis
- 1920: Das Mädchen aus der Ackerstraße. 1. Teil
- 1920: Das Mädchen aus der Ackerstraße, 2. Teil
- 1920: Doktor Klaus
- 1920: Lottchens Heirat
- 1920: Der Vorstadt-Caruso
- 1920: Der lustige Witwer
- 1920: Ein Tag auf dem Mars
- 1921: Das Haus in der Dragonergasse
- 1921: Wie das Mädchen aus der Ackerstraße die Heimat fand
- 1921: Die Strandnixe
- 1921: Die kleine Midinette
- 1922: Die Macht einer Frau
- 1922: Se. Exzellenz der Revisor
- 1922: Das Diadem der Zarin
- 1922: Fridericus Rex
- 1924: Die Kleine aus der Konfektion
- 1925: Reveille. Das große Wecken
- 1929: Kinder der Straße